# Berufliche Hochschule Hamburg
Die Berufliche Hochschule Hamburg (kurz: BHH) ist eine staatliche Fachhochschule in Hamburg. Sie bietet eine studienintegrierende Ausbildung an, bei der in vier Jahren eine Berufsausbildung und ein Bachelorstudium abgeschlossen werden.
Die Berufliche Hochschule Hamburg wurde zum 1. Januar 2020 gegründet. Der Studienbetrieb wurde im September 2021 aufgenommen. Das Studienangebot umfasst zunächst Betriebswirtschaftslehre verknüpft mit einer kaufmännischen Berufsausbildung in den Bereichen industrielles Management, Marketing und Kommunikationswirtschaft, Bank- und Finanzwirtschaft, Management von kleinen und mittleren Unternehmen sowie Informatik. Seit dem Wintersemester 2024/25 wird zusätzlich das Studium der Angewandten Pflegewissenschaft im Kombination mit einer Ausbildung zur Pflegefachfrau oder zum Pflegefachmann angeboten.
Die BHH ist vorläufig im Berufsschulzentrum an der Anckelmannstraße in Hamburg-Borgfelde in der Nähe des Verkehrsknotenpunkts Berliner Tor untergebracht. Ein Neubau auf dem benachbarten Gelände der früheren Berufsschule Brekelbaumspark ist für frühestens 2025 geplant.